# Allas〜永遠の覚醒〜/Moment
『Allas〜永遠の覚醒〜/Moment』（オーラス〜えいえんのかくせい〜/モーメント）は、山本唯太の1枚目のシングル。2021年10月22日にYES PROMOTIONから発売。
各配信サイトより配信。

## 概要
2021年10月22日に発売された自身初の両A面シングル。販売形態は、デジタル配信のみ。（2021年10月22日時点。）作詞・作曲は山本唯太。楽曲自体は、数年前に自身で音源を制作。その音源を使用しライブ等で歌唱していたが、デジタル配信を期に音源が一新され、発売に至る。

## 楽曲解説
1.Allas〜永遠の覚醒〜
自身でも発言している通り、影響を受けた人物として、鬼束ちひろと発言している事から、これまで作った曲は暗い曲調の作品が多かったのが悩みだったという。そこで参考に色んなアーティストの作品を聴いていく中で欅坂46（現:櫻坂46）のデビューシングル『サイレントマジョリティー』が衝撃的でそれを参考に楽曲制作をしたとされている。
2.Moment
自分自身の恋愛の体験談を基に作詞した楽曲。その時に感じた思いを率直な言葉で表現した楽曲となっている。
飾らないストレートな片想いを綴っている。

## 収録曲

### デジタル配信
1. Allas〜永遠の覚醒〜[4:24]　作詞作曲：山本唯太
2. Moment[4:00]　作詞作曲：山本唯太